# Frankrike i olympiska vinterspelen 1998
Frankrike deltog med 106 deltagare vid de olympiska vinterspelen 1998 i Nagano. Totalt vann de två guldmedaljer, en silvermedalj och fem bronsmedaljer.

## Medaljer

### Guld
- Jean-Luc Crétier - Alpin skidåkning, störtlopp.
- Karine Ruby - Snowboard, storslalom.

### Silver
- Sébastien Foucras - Freestyle, hopp.

### Brons
- Bruno Mingeon, Emmanuel Hostache, Eric Le Chanony och Max Robert - Bob, fyramanna.
- Florence Masnada - Alpin skidåkning, störtlopp.
- Philippe Candeloro - Konståkning.
- Marina Anissina och Gwendal Peizerat - Konståkning, isdans.
- Sylvain Guillaume, Nicolas Bal, Ludovic Roux och Fabrice Guy - Nordisk kombination, lag.